# Araneus bantaengi
Araneus bantaengi là một loài nhện trong họ Araneidae.
Loài này thuộc chi Araneus. Araneus bantaengi được Anna Maria Sibylla Merian miêu tả năm 1911.